# Gorić (Orahovac)
Pour l’article homonyme, voir Gorić.
Guriq en albanais et Gorić en serbe latin (en serbe cyrillique : Горић) est une localité du Kosovo située dans la commune/municipalité de Rahovec/Orahovac et dans le district de Prizren/Prizren. Selon le recensement kosovar de 2011, elle compte 816 habitants.
Selon le découpage administratif du Kosovo, la localité fait partie de la commune/municipalité de Malishevë/Mališevo.

## Démographie

### Évolution historique de la population dans la localité
| 1948 | 1953 | 1961 | 1971 | 1981 | 1991 | 2011 |
| ---- | ---- | ---- | ---- | ---- | ---- | ---- |
| 265  | 269  | 292  | 369  | 447  | 594  | 816  |

|  |